# Platycephala ducalis
Platycephala ducalis är en tvåvingeart som först beskrevs av Costa 1885.  Platycephala ducalis ingår i släktet Platycephala och familjen fritflugor. Inga underarter finns listade i Catalogue of Life.